# Hinton
Hinton je priimek več oseb:
- Christopher Hinton, Baron Hinton of Bankside, britanski jedrski inženir
- Eric Hinton, dirkač
- Harry Hinton, dirkač
- Walter Hinton, ameriški letalec